# Las Casuarinas (Buenos Aires)
Las Casuarinas es una localidad de la Provincia de Buenos Aires, Argentina, perteneciente al partido de Luján.

## Geografía

### Población
Contaba con 255 habitantes (Indec, 2001), en 1991 la localidad aún no existía.

### Sismicidad
La región responde a la «subfalla del río Paraná», y a la «subfalla del río de la Plata», con sismicidad baja; y su última expresión se produjo el 5 de junio de 1888 (136 años), a las 3.20 UTC-3, con una magnitud aproximadamente de 5,0 en la escala de Richter (terremoto del Río de la Plata de 1888).
La Defensa Civil municipal debe advertir sobre escuchar y obedecer acerca de
Área de
- Tormentas severas periódicas
- Baja sismicidad, con silencio sísmico de 136 años